# Monty Python Live at Drury Lane
Monty Python Live at Drury Lane è un album dei Monty Python registrato durante la loro esibizione dal vivo al Theatre Royal Drury Lane nel 1974.
Alcuni sketch sono tratti dal Monty Python's Flying Circus, altri, invece, sono inediti. Allo spettacolo hanno partecipato anche Neil Innes e Carol Cleveland.
Per promuovere questo disco, venne inciso un EP intitolato Monty Python's Tiny Black Round Thing.

## Tracce

### Lato A
1. Introduction/Llaamas - 2:39
2. Gumby Flower Arrangin - 1:07
3. Secret Service - 4:52
4. Wrestling - 2:06
5. Communist Quiz - 3:33
6. Idiot Song (Neil Innes) - 3:01
7. Albatross/The Colonel - 1:40
8. Nudge, Nudge/Cocktail Bar - 7:39
9. Travel Agent - 5:04

### Lato B
1. Spot the Brain Cell - 3:25
2. La canzone dei filosofi - 2:07
3. Argument - 2:55
4. I've Got Two Legs - 0:33
5. Four Yorkshiremen - 3:16
6. Election Special - 6:49
7. The Lumberjack Song - 2:37
8. Dead Parrot - 5:45